# Антоније Краснохолмски
Антоније Краснохолмски (? - д. 1481) - православни светитељ, пречасни, локално поштовани светитељ у Бежецкој епархији Тверске митрополије; оснивач Краснохолмског Николајевског Антонијевог манастира (после 1461).
Место сахране није тачно познато: верује се да мошти почивају поред манастирске Саборне цркве Светог Николе.
Православна црква помиње светог Антонија 17. (30.) јануар и у недељу 1. по празнику светих апостола Петра и Павла, тј. после 29. јуна (12. јула), у Саборном храму Тверских светитеља.

## Живот
Једини познати историјски извор који помиње светог Антонија, написан је 1687. године у Никољском манастиру Светог Антонија (у периоиду од 15. – 18. века манастир се звао „Бежецки Горњи дом Св. Николаја Чудотворца Онтонов манастир“ и „Бежецки Св. Антонијев манастир“, а тек од краја 18. века – Краснохолмски Николајевски манастир Светог Антонија) и познат је у историјској литератури као монашки „Летописац о зачећу Бежецког врха Николајевског Антоњевског манастира и устројству. цркава Божијих и давања поседа овом манастиру (од) великих кнезова и бојара и других добротвора“. „Летописац” не садржи детаљан хагиографски опис живота светитеља, већ оскудне опште податке о њему. Информације из манастира „Хроничар“ су биле основа чланка архимандрита Амвросија (Орнацког), објављеног у „Историји руске јерархије“, о Краснохолмском манастиру, а овај чланак је, заузврат, постао основа за све касније познате историјске референце и радове енциклопедијске природе. Савремене научне публикације о Св. Антонија Краснохолмског засновани су на „Хроници“, предреволуционарним публикацијама и новооткривеном археолошком и изворном материјалу.

### Из манастира "Летопис"
Према манастирском летопису, Св. Антоније је дошао у град Городецк на Бежецком врху (данас град Бежецк, Тверска област) из „земље која се људским речима зове Белозерск“, будући да је био „испосник“, „свештеник монах“ и старац. Хроничар указује на тачан датум појављивања Светог Антонија у Городецку - 1461 (6969) Пролазећи кроз земље које су припадале локалним земљопоседницима Нелединским бојарима, старешина се разболео. Ускоро је примио чудесно исцељење од своје болести Божијом милошћу, свети Антоније је одлучио да свој живот проведе у молитвеној самоћи на овим местима, одабравши себи живописни и напуштени угао на ушћу река Неледина у Могочу. Затраживши парцелу од бојара Атанасија Васиљевича Нелединског. Свети Антоније је саградио себи келију за становање и капелу за молитву. Антонијев побожни живот је привлачио људе са свих страна, од којих су неки остали код њега. Антоније је поставио темељ манастиру: „И тај пустињак је започео ... цркву у име великог светитеља и Чудотворца Николаја Мирликијског, саградио дрво од дрвета и, створивши га, украсио храм светим иконама величанственије и божанственије књиге довољно да снабде и, не за много времена, тај храм са визирном оградом и поче да окупља братију“. Истовремено, „Летопис” не наводи датум постављања цркве брвнаре и формирања монашке заједнице, па се само условно може рећи да се то догодило 1461. године. Званично, овај датум је година оснивања манастира, пошто се под тим датумом Летописац помиње долазак Антонија у град Городец са накнадним стварањем манастира. Треба напоменути да се нигде у тексту „Летописа” у манастиру који је он основао не зове Антоније игуман, већ само „ментор” и „градитељ”. Нигде се у тексту „Летописаца” Антоније не помиње као пречасни, само је забележена „богообразна” природа његовог живота. Последња ствар у земаљском животу св. Антонија, према Летописцу, 1481. године (6989.) било је полагање камене за манастирски храм – Никољданске цркве. Не чекајући завршетак изградње храма, Антоније је умро и сахранила су га браћа на територији манастира (место у „Летопису“ није назначено). Потоњи монашки прилог, који је вероватно настао у другој половини 17. века у периоду активне обнове и новог процвата манастира, приписује сахрањивање светог Антонија код Саборне цркве Светог Николе. Над овим местом је 1690. године подигнута капела која носи име Свих Светих.
Умро је 1481 године. Свете мошти његове почивају у његовом манастиру.